# HIStory World Tour
De HIStory World Tour was de derde en laatste wereldtournee van Michael Jackson als soloartiest, waarmee hij van 7 september 1996 tot en met 15 oktober 1997 door Europa, Afrika, Azië, Australië en Hawaï toerde. De tour, die in totaal 163,5 miljoen Amerikaanse dollar opbracht, bestond uit 82 concerten en werd bijgewoond door 4,5 miljoen fans.

## Achtergrond

### Koninklijk concert in Brunei
Voor de tour had Jackson een concert gegeven in het Jerudong Park in Bandar Seri, Begawan, Brunei op 16 juli 1996. Het concert kon gratis bijgewoond worden en 60.000 mensen deden dit. Het concert werd gegeven ter gelegenheid van de 50e verjaardag van Hassanal Bolkiah, de Sultan van Brunei, en werd bijgewoond door de Bruneise koninklijke familie.
Het concert leek veel op Jacksons Dangerous World Tour, vanwege dezelfde setlist en zijn outfit.
Details van zijn toen aankomende HIStory Tour hield hij zo geheim. Bij dit concert debuteerden de live optredens van "You Are Not Alone" en "Earth Song". Jam, Human Nature, I Just Can't Stop Loving You en She's Out of My Life werden er voor het laatst gespeeld. Billie Jean en Beat It werden voor het laatst live gezongen door Jackson; in latere optredens zou hij ze gedeeltelijk playbacken.
De setlist van het koninklijk concert is als volgt:
1. "Brace Yourself" Video Introductie
2. "Jam"
3. "Wanna Be Startin' Somethin'"
4. "Human Nature"
5. "Smooth Criminal"
6. "I Just Can't Stop Loving You"
7. "She's Out of My Life"
8. Jackson 5 Medley: "I Want You Back" / "The Love You Save" / "I'll Be There"
9. "Thriller"
10. "Billie Jean"
11. Black or White Video Intro
12. "The Way You Make Me Feel"
13. "Beat It"
14. "You Are Not Alone"
15. "Dangerous"
16. "Black or White"
17. "Man in the Mirror"
18. "Earth Song"

### Aankondiging
In tegenstelling tot Jacksons twee voorgaande wereldtournees als soloartiest, werd de HIStory Tour niet gesponsord door Pepsi.
Toen Kingdom International werd opgericht maakte Michael Jackson in een persconferentie bij het Palais des Congres in Parijs, Frankrijk op 19 maart 1995 bekend dat hij nog een wereldtournee zou maken. Kingdom International was het bedrijf dat voortkwam uit de samenwerking tussen Jackson en Prins Al-Waleed bin Talal, het neefje van Fahd bin Abdoel Aziz al-Saoed, die van 1982 tot 2005 koning van Saoedi-Arabië was. Kingdom International kon helpen bij de creatie van nieuwe mogelijkheden in de entertainment industrie en de doorontwikkeling hiervan.

### 1996-1997: Eerste concertreeks (Europa, Afrika, Azië, Australië en Verenigde Staten)
Jackson begon de tour met een concert in het Letna Park in Praag voor 125.000 bezoekers, een van de drukbezochtste concerten uit zijn carrière. Op 3 en 4 januari 1997 trad Jackson op in de VS, waar hij slechts twee concerten gaf. En niet op het vasteland maar op Honolulu, Hawaï in het Aloha Stadium voor twee keer 35.000 mensen.

### 1997: Tweede concertreeks (Europa en Afrika)

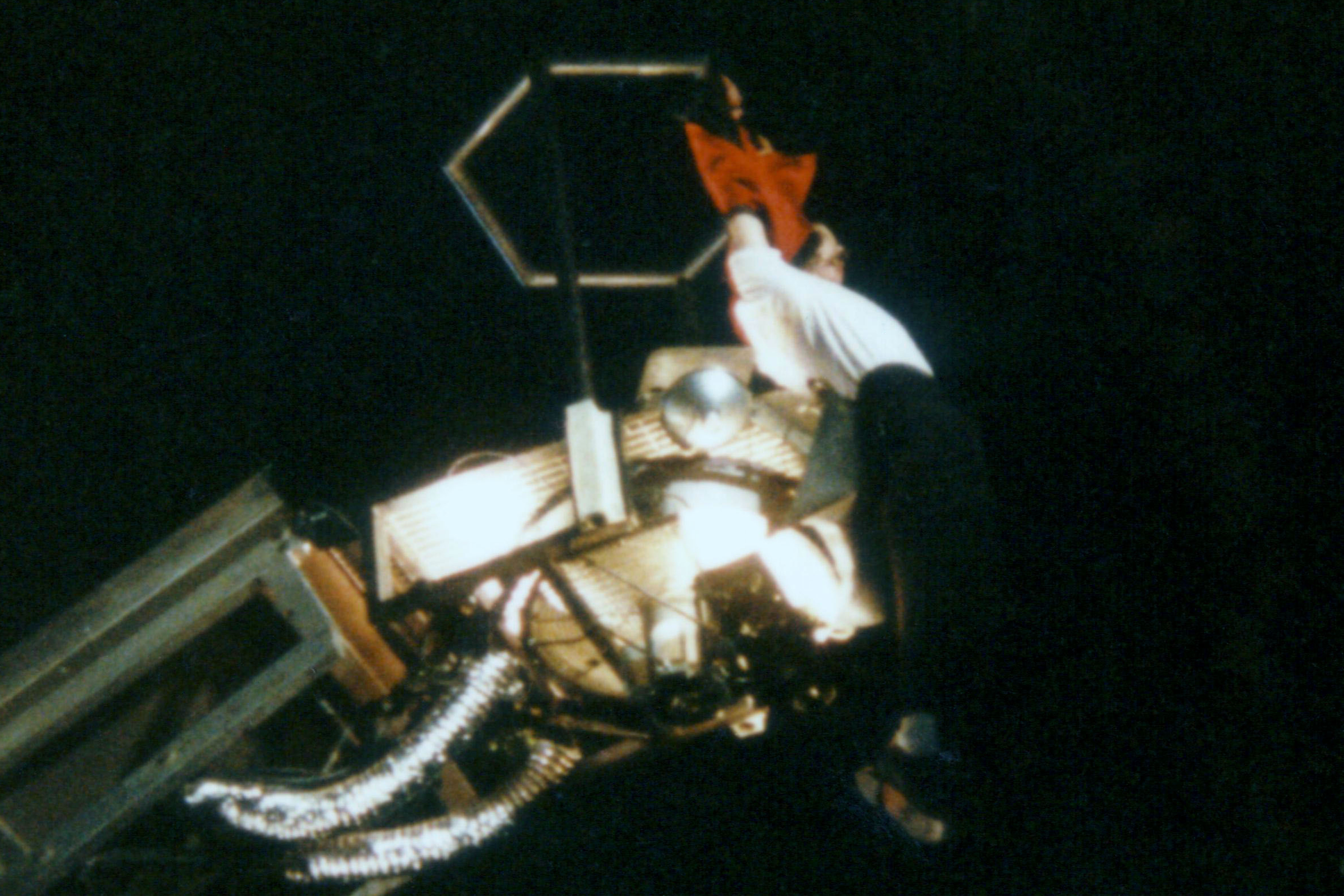
Jackson hangt aan een hijskraan tijdens het nummer Earth Song in de HIStory Tour

De tweede concertreeks begon op 31 mei 1997 in het Weserstadion in Bremen, Duitsland. Er werden enkele wijzigingen in de setlist doorgevoerd. Blood on the Dance Floor werd toegevoegd en de Off the Wall medley en The Way You Make Me Feel werden eraf gehaald. Alleen bij dit optreden in Bremen droeg Jackson een rood jasje tijdens Blood on the Dancefloor, later werd dit vervangen door een blauw uniform. Blood on the Dance Floor werd weer van de set list afgehaald na het concert in Oslo, Noorwegen op 19 augustus 1997. Op 29 augustus 1997 trad Jackson op zijn verjaardag op voor 50.000 fans in het Parken Stadium in Kopenhagen, Denemarken. Hij werd verrast met een verjaardagstaart, een fanfare en vuurwerk.
Op 7 augustus zou Jackson optreden in Ljubljana, Slovenië, maar dit optreden werd afgelast vanwege de slechte kaartverkoop. Dit was het enige concert tijdens de tour dat afgelast werd.
Het concert in het Hippodrome Wellington te Oostende, België zou op 31 augustus 1997 gehouden worden maar werd vanwege het overlijden van Prinses Diana verplaatst naar 3 september. Tijdens dat concert moest het publiek in een soort kooi zitten. En vanaf dit concert werd er bij enkele van de laatste concerten aan het begin een instrumentale versie van het nummer Smile van Charlie Chaplin gespeeld.

## Set list
1. "Gates of Kiev" (Geanimeerde intro)
2. "Scream" / "They Don't Care About Us" (met een sample van "HIStory") / "In the Closet" (Met samples van "She Drives Me Wild")
3. "Wanna Be Startin' Somethin'"
4. "Stranger in Moscow"
5. "Smooth Criminal" (begint met intro van "This Place Hotel")
6. "The Wind" Video
7. "You Are Not Alone"
8. "The Way You Make Me Feel" (Van 7 september 1996 tot en met 15 juni 1997)
9. Jackson 5 Medley: "I Want You Back" / "The Love You Save" / "I'll Be There"
10. Off the Wall Medley: "Rock with You" / "Off the Wall" / "Don't Stop 'Til You Get Enough" (Alleen bij een aantal concerten, voor het laatst gespeeld op 10 juni 1997)
11. "Remember the Time" Video
12. "Billie Jean"
13. "Thriller"
14. "Beat It"
15. "Come Together" / "D.S." (Alleen bij een aantal concerten tussen 7 september 1996 en 11 november 1996)
16. "Blood on the Dance Floor" (Van 31 mei 1997 tot en met 19 augustus 1997)
17. "Black Panter" video
18. "Dangerous" (bevat een sample van "Smooth Criminal")
19. "Black or White"
20. "Earth Song"
21. "We Are The World" Video
22. "Heal the World"
23. "History"

## Tour Data

### Eerste Concertreeks
| Datum             | Stad                              | Locatie                    | Bezoekers |
| ----------------- | --------------------------------- | -------------------------- | --------- |
| 7 september 1996  | Praag, Tsjechië                   | Letna Park                 | 127,000   |
| 10 september 1996 | Boedapest, Hongarije              | Népstadion                 | 60,000    |
| 14 september 1996 | Boekarest, Roemenië               | Lia Manoliu Stadium        | 70,000    |
| 17 september 1996 | Moskou, Rusland                   | Dynamo Stadium             | 50,000    |
| 20 september 1996 | Warschau, Polen                   | Bemowo Airport             | 120,000   |
| 24 september 1996 | Zaragoza, Spanje                  | La Romareda Stadium        | 45,000    |
| 28 september 1996 | Amsterdam, Nederland              | Amsterdam ArenA            | 50,000    |
| 30 september 1996 | Amsterdam, Nederland              | Amsterdam ArenA            | 50,000    |
| 2 oktober 1996    | Amsterdam, Nederland              | Amsterdam ArenA            | 50,000    |
| 7 oktober 1996    | Tunis, Tunesië                    | El Menzah Stadium          | 90,000    |
| 11 oktober 1996   | Seoel, Zuid-Korea                 | Olympic Stadium            | 50,000    |
| 13 oktober 1996   | Seoel, Zuid-Korea                 | Olympic Stadium            | 50,000    |
| 18 oktober 1996   | Taipei, Taiwan                    | Chungshan Soccer Stadium   | 40,000    |
| 20 oktober 1996   | Kaohsiung, Taiwan                 | Tsoying Naval Airfield     | 30,000    |
| 22 oktober 1996   | Taipei, Taiwan                    | Chungshan Soccer Stadium   | 40,000    |
| 25 oktober 1996   | Singapore                         | National Stadium           | 35,000    |
| 27 oktober 1996   | Kuala Lumpur, Maleisië            | Merdeka Stadium            | 40,000    |
| 29 oktober 1996   | Kuala Lumpur, Maleisië            | Merdeka Stadium            | 40,000    |
| 1 november 1996   | Mumbai, India                     | Andheri Sports Complex     | 60,000    |
| 5 november 1996   | Bangkok, Thailand                 | IMPACT Muang Thong Thani   | 40,000    |
| 9 november 1996   | Auckland, Nieuw-Zeeland           | Ericsson Stadium           | 43,000    |
| 11 november 1996  | Auckland, Nieuw-Zeeland           | Ericsson Stadium           | 43,000    |
| 14 november 1996  | Sydney, Australië                 | Sydney Cricket Ground      | 40,000    |
| 16 november 1996  | Sydney, Australië                 | Sydney Cricket Ground      | 40,000    |
| 19 november 1996  | Brisbane, Australië               | ANZ Stadium                | 40,000    |
| 22 november 1996  | Melbourne, Australië              | Melbourne Cricket Ground   | 65,000    |
| 24 november 1996  | Melbourne, Australië              | Melbourne Cricket Ground   | 65,000    |
| 26 november 1996  | Adelaide, Australië               | Adelaide Oval              | 30,000    |
| 30 november 1996  | Perth, Australië                  | Burswood Dome              | 20,000    |
| 2 december 1996   | Perth, Australië                  | Burswood Dome              | 20,000    |
| 4 december 1996   | Perth, Australië                  | Burswood Dome              | 20,000    |
| 8 december 1996   | Parañaque, Metro Manila           | Asia World City            | 55,000    |
| 10 december 1996  | Parañaque, Metro Manila           | Asia World City            | 90,000    |
| 12 december 1996  | Tokio, Japan                      | Tokyo Dome                 | 45,000    |
| 15 december 1996  | Tokio, Japan                      | Tokyo Dome                 | 45,000    |
| 17 december 1996  | Tokio, Japan                      | Tokyo Dome                 | 45,000    |
| 20 december 1996  | Tokio, Japan                      | Tokyo Dome                 | 45,000    |
| 26 december 1996  | Fukuoka, Japan                    | Fukuoka Dome               | 40,000    |
| 28 december 1996  | Fukuoka, Japan                    | Fukuoka Dome               | 40,000    |
| 31 december 1996  | Bandar Seri Begawan, Brunei       | Jerudong Park Amphitheatre | 60,000    |
| 3 januari 1997    | Honolulu, Hawaï, Verenigde Staten | Aloha Stadium              | 35,000    |
| 4 januari 1997    | Honolulu, Hawaï, Verenigde Staten | Aloha Stadium              | 35,000    |

### Tweede Concertreeks
| Datum            | Stad                           | Locatie                     | Bezoekers |
| ---------------- | ------------------------------ | --------------------------- | --------- |
| 31 mei 1997      | Bremen, Duitsland              | Weserstadion                | 35,000    |
| 3 juni 1997      | Keulen, Duitsland              | Müngersdorfer Stadion       | 60,000    |
| 6 juni 1997      | Bremen, Duitsland              | Weserstadion                | 35,000    |
| 8 juni 1997      | Amsterdam, Nederland           | Amsterdam ArenA             | 50,000    |
| 10 juni 1997     | Amsterdam, Nederland           | Amsterdam ArenA             | 50,000    |
| 13 juni 1997     | Kiel, Duitsland                | Nordmarksportfield          | 55,000    |
| 15 juni 1997     | Gelsenkirchen, Duitsland       | Parkstadion                 | 50,000    |
| 18 juni 1997     | Milaan, Italië                 | San Siro                    | 45,000    |
| 20 juni 1997     | Lausanne, Zwitserland          | La Pontaise Olympic Stadium | 35,000    |
| 22 juni 1997     | Bettembourg, Luxemburg         | Krakelshaff                 | 45,000    |
| 25 juni 1997     | Lyon, Frankrijk                | Stade de Gerland            | 25,000    |
| 27 juni 1997     | Parijs, Frankrijk              | Parc des Princes            | 50,000    |
| 29 juni 1997     | Parijs, Frankrijk              | Parc des Princes            | 45,000    |
| 2 juli 1997      | Wenen, Oostenrijk              | Ernst Happel Stadium        | 50,000    |
| 4 juli 1997      | München, Duitsland             | Olympic Stadium             | 70,000    |
| 6 juli 1997      | München, Duitsland             | Olympic Stadium             | 70,000    |
| 9 juli 1997      | Sheffield, Verenigd Koninkrijk | Don Valley Stadium          | 45,000    |
| 12 juli 1997     | Londen, Verenigd Koninkrijk    | Wembley Stadium             | 72,000    |
| 15 juli 1997     | Londen, Verenigd Koninkrijk    | Wembley Stadium             | 72,000    |
| 17 juli 1997     | Londen, Verenigd Koninkrijk    | Wembley Stadium             | 72,000    |
| 19 juli 1997     | Dublin, Ierland                | Royal Dublin Society        | 40,000    |
| 25 juli 1997     | Bazel, Zwitserland             | St. Jakob Park              | 55,000    |
| 27 juli 1997     | Nice, Frankrijk                | Stade Charles-Ehrmann       | 35,000    |
| 1 augustus 1997  | Berlijn, Duitsland             | Olympic Stadium             | 88,000    |
| 3 augustus 1997  | Leipzig, Duitsland             | Festwiese                   | 60,000    |
| 10 augustus 1997 | Hockenheim, Duitsland          | Hockenheimring              | 85,000    |
| 14 augustus 1997 | Kopenhagen, Denemarken         | Parken Stadium              | 45,000    |
| 16 augustus 1997 | Göteborg, Zweden               | Ullevi                      | 50,000    |
| 19 augustus 1997 | Oslo, Noorwegen                | Valle Hovin                 | 34,000    |
| 22 augustus 1997 | Tallinn, Estland               | Song Festival Grounds       | 75,000    |
| 24 augustus 1997 | Helsinki, Finland              | Olympic Stadium             | 50,000    |
| 26 augustus 1997 | Helsinki, Finland              | Olympic Stadium             | 50,000    |
| 29 augustus 1997 | Kopenhagen, Denemarken         | Parken Stadium              | 45,000    |
| 3 september 1997 | Oostende, België               | Hippodrome Wellington       | 55,000    |
| 6 september 1997 | Valladolid, Spanje             | José Zorrilla Stadium       | 45,000    |
| 4 oktober 1997   | Kaapstad, Zuid-Afrika          | Greenpoint Stadium          | 35,000    |
| 6 oktober 1997   | Kaapstad, Zuid-Afrika          | Greenpoint Stadium          | 35,000    |
| 10 oktober 1997  | Johannesburg, Zuid-Afrika      | Johannesburg Stadium        | 57,000    |
| 12 oktober 1997  | Johannesburg, Zuid-Afrika      | Johannesburg Stadium        | 57,000    |
| 15 oktober 1997  | Durban, Zuid-Afrika            | Kings Park Stadium          | 50,000    |

## Trivia
- Het gemiddeld aantal bezoekers was per concert 46.638 en bracht gemiddeld iets minder dan US$ 2 miljoen op.
- Jackson was de eerste artiest die optrad in een uitverkocht Aloha Stadium op Honolulu, Hawaï. Hij deed het twee keer: op 3 en 4 januari 1997.
- Net als in de Dangerous World Tour werd er tijdens "She's Out of my Life" een vrouwelijke bezoeker uit het publiek gehaald die Jackson op het podium mocht ontmoeten. Alleen deze keer was dat met "You are not alone".